# Фонди
Фонди (фр. fondue — „топљено”) храна је од сира растопљеног на ватри. Она потиче из Савоје и француског дела Швајцарске. Данас се под овим појмом подразумева неколико храна и од разних састојака. Заједничко је да је ватра на самом столу изнад које је посуда на сталку у којој се она припрема.
Од 1950-их, израз „фонди“ је генерализован на друга јела у којима се храна потапа у заједничку посуду течности која се одржава врућом у лонцу за фонди: чоколадни фонди, fondue au chocolat, у који се умачу комади воћа или пецива, у смесу од отопљене чоколаде, и fondue bourguignonne, у коме се комади меса кувају у врелом уљу или бујону.

## Етимологија
Реч fondue је пасивни прошли партицип женског рода од француског глагола fondre 'стопити' и значи 'отопљен'; он се користи као именица. Први пут је посведочен на француском 1735. године, у делу Модерни кувар Винсента Ла Шапела, и на енглеском 1878. године.

## Порекло
Порекло фондиа од сира није стопостотно разјашњено. Како Швајцарска, тако и Савоја присвајају ово јело као своје са столетном традицијом. Неоспорно је да су како швајцарски тако и француски пастири у Алпима били одељени од остатка света током већег дела године и да су им основне намирнице били хлеб и сир тако да до проналаска фондија од сира није требало много. Према недоказаним изворима и легенди фонди су пронашли свештеници, који у доба поста нису смели да једу чврсту храну, па су се досетили да сир употребљавају у растопљеном стању, чиме не би кршили ову забрану. У Швајцарској се фонди од сира сматра за национално јело. Иако се продају готове смесе за припрему овог јела, код појединих познаваоца то наилази на отпор.
Најранији познати рецепт за модерни облик фондија од сира потиче из књиге из 1699. објављене у Цириху, под називом „Käss mit Wein zu kochen“, „кувати сир са вином“. У њој се наводи да се рендани или исечени сир отопи са вином и да се у њега умаче хлеб.
Међутим, назив „фонди са сиром“ се све до касног 19. века односио на јело састављено од јаја и сира, као у Шапелеовом Fonduë de Fromage, aux Truffes Fraiches из 1735. године; то је било нешто између кајгане са сиром и сирног суфлеа. Брилат-Саварин је 1834. године написао да је то „ништа друго до кајгана са сиром“. Варијације су укључивале крем („à la genevoise“) и тартуф („à la piémontaise“) поред јаја, као и оно што се сада назива „раклет“ („fondue valaisanne“).
Први познати рецепат за савремени фондијем од сира под тим називом, са сиром и вином, али без јаја, објављен је 1875. године и већ је био представљен као швајцарско национално јело. Упркос модерним асоцијацијама на рустичан планински живот, то је било јело за грађане из низија западне, франкофоне, Швајцарске: богат сир попут Грујера био је вредан извозни артикал који сељаци нису могли да приуште да једу.
Са увођењем кукурузног скроба у Швајцарску 1905. године, постало је лакше направити глатку и стабилну емулзију вина и сира, што је вероватно допринело успеху фондија.
Фонди је популаризован као швајцарско национално јело од стране Швајцарске уније сирева (Schweizerische Käseunion) 1930-их као начин повећања потрошње сира. Швајцарски савез сирева је такође креирао псеудо-регионалне рецепте као део „духовне одбране Швајцарске“. Након што је рационирање у Другом светском рату завршено, Швајцарска унија сирева наставила је своју маркетиншку кампању, шаљући сетове фондија војним пуковима и организаторима догађаја широм Швајцарске. Фонди је сада симбол швајцарског јединства. Фонди се такође често асоцира са планинама и зимским спортовима.
У међувремену, фонди је наставио да се агресивно промовише у Швајцарској, са слоганима попут „La fondue crée la bonne humeur“, „фонди ствара добро расположење“ и (1981, на швајцарском немачком) „Fondue isch guet und git e gueti Luune“ 'фонди је добар и ствара добро расположење' – скраћено „figugegl“.
Фонди је промовисан у Американцима у алпском ресторану Швајцарског павиљона на Светском сајму у Њујорку 1964. године. Фонди је био популаран у Сједињеним Државама током 1960-их и 1970-их, заједно са другом храном направљеном у посудама за трљање. Проширење назива „фонди“ на друга јела која се служе у заједничком врућем лонцу датира из Њујорка 1950-их. Конрад Егли, швајцарски угоститељ, представио је фонди боргињон у свом ресторану Шале Свис 1956. Средином 1960-их измислио је чоколадни фонди као део промоције чоколаде Тоблероне.

## Припрема
Фонди са сиром се састоји од мешавине сирева, вина и зачина, иако постоје многе варијације, као што је употреба пива уместо вина. Традиционално, caquelon се натрља исеченим режњевима белог лука, дода се бело вино и загрева кукурузни скроб, а затим се додаје рендани сир и лагано меша док се не истопи, иако се у пракси сви састојци могу комбиновати и загрејати одједном. Често се додаје и мало кирша. Фонди је веома једноставан за припрему, чак и у великим количинама. Кукурузни скроб или други скроб стабилизује и згушњава смешу. Додатно вино се може додати ако је фонди превише густ; његова киселина и етанол смањују вискозитет фондија. Фонди може да се згруша ако се протеин одвоји од масти, што је обично последица недовољне течности у смеши и недовољне киселости смеше, те се понекад додаје и лимунов сок.

## Врсте
Поред француско-швајцарског фонди од сира, данас су познати и фонди од меса као и од рибе, иако се они не топе, већ се у одговарајућим посудама кувају или прже.
Поред овде наведених основних врста фонди постоје и многе друге варијације. Треба навести кинески фонди, који се припрема од разних врста рибе и меса, затим од ракова који се припремају у чорби, као и јапански фонди, који за разлику од кинеског користи разне врсте печурака и поврћа.

### Фонди од сира
За спремање фондиа од сира се употребљавају разне врсте сирева. У Швајцарској је уобичајено мешање две или више врста сирева, наиме ементалер, гријер или апенцелер у француској Савоји се мешају три врсте сира ементал, комте и бофор, но постоји више врста комбинација.
Храна се припрема у специјалној посуди из камена у којој се налази у белом вину растопљен сир са бибером и белим луком, мушкатом те и малом количином ракије од трешње. Током столовања се ова камена посуда налази на столу изнад малог горионика од алкохола. Када се сир растопи у њега се умачу мали комадићи белог хлеба или кувани кромпир.

### Фонди од меса
Фонди од меса се спрема од најбољих делова меса из свињског или говеђег филеа или других варијанти са ситнијим деловима меса. За порипрему се користи посуда - лонац у којем је растопљен добар лој, који стоји као и у претходном случају на пригодном горионику и ту се комадићи меса фритују набодени на дугачким виљушкама. Уз ово се сервирају разни сокови и ремулгатори који се припремају не само од мајонеза већ се мешају и са јогуртом и за ово постоји велики број пикантних рецепата са припремом од разних врста сезонског биља.

### Фонди од рибе
Из Азије потиче фонди од риба у Европи за сада не тако раширен као претходне две врсте ове хране али је врло цењена код љубитеља рибе и опредставља замену за печеног шарана.
Употребљава се много врста меса без костију, наиме великих морских риба и за разлику од припреме меса које се фритује, риба се ставља у мале котарице од металних решетки које се потапају у специјалне вруће сокове и уз то се сервирају слични ремулгатори као и код фондиа са месом.

## Друштвени аспекти
Све врсте фондиа се карактеришу тиме што се храна не сервира као готова, већ се сервира сирова да би се за столом припремила, што је контраст „брзој храни” и овде припремање и конзумирање хране користи као прилика за дружење и конверзацију.

## Потрошња и бонтон
Фонди се једе тако што се парче хлеба набоде на виљушку, заврти у посуди и стави у уста. Неки писци препоручују да се виљушка за потапање користи само за преношење хране из лонца до тањира, а не за јело из ње.
Каже се да се губитак парчета хлеба у какелону кажњава куповином туре пића, певањем песме или трчањем без одеће по снегу. Ово је пародирано у Астериксу у Швајцарској, где је лик осуђен да буде удављен у Женевском језеру након што је изгубио своје треће парче хлеба.
Постоје различите препоруке о избору пратећег напитка: једни кажу бело вино, други наводе црни чај. Неки пију жестока пића током или после оброка, што наводно помаже варењу. Заиста, алкохол може да пружи краткорочно олакшање, али свеукупно, одлаже пражњење желуца и продужава осећај ситости. Одложени, јак осећај ситости након једења фондија може бити узрокован раздвајањем фаза у стомаку, при чему масноћа сира која у почетку плута у желуцу не ослобађа у дванаестопалачном цреву, одлажући осећај масти и засићеност.